# Robert Haasnoot
Robert Cornelius Haasnoot (Paterson, Verenigde Staten, 21 augustus 1961) is een Nederlandse schrijver. Hij debuteerde in 1997 met de roman De kracht van het woud en won in 2000 met zijn tweede roman Waanzee (gebaseerd op de geschiedenis van de "Gekkenlogger") de Prix des Ambassadeurs. In januari 2012 is de semiautobiografische roman Het ruime bed verschenen.
Veel van zijn romans zijn in het Duits en het Spaans vertaald. Van Waanzee werd in Nederland een toneelbewerking opgevoerd door het Onafhankelijk Toneel; een Duitse bewerking ervan werd in coproductie in verscheidene Duitse steden op de planken gebracht.